# Râul Valea Lungă, Părău
Râul Valea Lungă este un afluent al râului Părău. 

## Hărți
- Harta Județului Brașov